# Перхлорат фтора
Перхлора́т фто́ра — редко встречающееся химическое соединение фтора, хлора и кислорода с химической формулой {\displaystyle {\ce {ClO4F}}} (или {\displaystyle {\ce {FOClO3}}}). Это крайне нестабильный взрывоопасный газ с резким запахом.

## Получение
В одном из синтезов используются фтор и хлорная кислота:
{\displaystyle {\ce {F2 + HClO4 -> FClO4 + HF}}}
Другой метод синтеза включает в себя термическое разложение перхлората тетрафтораммония:
{\displaystyle {\ce {NF4ClO4 ->[T] NF3 + FClO4}}}

## Структура
Перхлорат фтора не может выступать в качестве аналога хлорной кислоты, поскольку атом фтора более электроотрицателен, чем атом кислорода. Вещество содержит атом кислорода в степени окисления 0 из-за его электроотрицательности, которая выше, чем у хлора, но ниже, чем у фтора.

## Химические свойства
Является сильным окислителем и реагирует с иодид-ионом:
{\displaystyle {\ce {FOClO3 + 2I- -> F- + I2 + ClO3-}}}
Перхлорат фтора также может реагировать с тетрафторэтиленом в реакции радикального присоединения:
{\displaystyle {\ce {CF2=CF2 + FOClO3 -> CF3CF2OClO3}}}

## Безопасность
Перхлорат фтора является нестабильным взрывоопасным веществом. Небольшие количества восстановителей могут вызвать его детонацию. Продуктами таких реакций разложения могут быть галогениды кислорода, интергалогениды и другие опасные вещества.